# Félix Mourinho
José Manuel Mourinho Félix (Lagoa, Ferragudo, 17 de junho de 1938 – Setúbal, 25 de junho de 2017) foi um treinador e futebolista português que atuou como guarda-redes.
Era conhecido como Mourinho (enquanto jogador e treinador), e mais tarde como Félix Mourinho para o diferenciar do filho, o renomado treinador José Mourinho.

## Carreira como jogador
Foi um dos guarda-redes portugueses de maior nomeada na década de 60. Só jogou no Vitória de Setúbal (entre 1955 e 1968) e no Belenenses (entre 1968 e 1974), sendo assim considerado ídolo em ambos os clubes. Ganhou uma Taça de Portugal em 1965 ao serviço do Vitória de Setúbal e foi vice-campeão nacional na temporada de 1972–73 pelo Belenenses. Foi internacional num único jogo, na Minicopa de 1972 realizada no Brasil, quando era guarda-redes do Belenenses. Nos penáltis conseguiu um feito invulgar: defendeu pontapés de penálti de Eusébio, Matateu e Yazalde.

## Carreira como treinador
Orientou Estrela de Portalegre, Caldas, União de Leiria, Amora, Rio Ave, Belenenses, Varzim, União da Madeira, O Elvas, Sporting da Covilhã, Paredes, Sport Benfica e Castelo Branco, União de Santarém e Vitória de Setúbal.
Conseguiu levar o Rio Ave à final da Taça de Portugal, em que perderam para o Porto. Foi o responsável por três subidas consecutivas à primeira divisão do União de Leiria (em 1979), Amora (1980) e Rio Ave (1981).
Treinou o filho, o conhecido treinador José Mourinho, no Rio Ave, em 1982. O filho, que também o ajudava como olheiro ou observador dos jogos, não brilhava pelo talento e dificilmente jogava. Um dia foi chamado pelo pai para "aquecer" pois um jogador estava lesionado. José tinha 19 anos e nunca tinha jogado na Liga. Mas não chegou a entrar pois o pai recebera uma mensagem que veio da bancada: "Se você colocar o seu filho em campo, vocês estão despedidos".

## Vida pessoal
Filho de [...] Félix e de sua mulher Emília Mourinho. Era conhecido na escola de Silves (onde estudou) por José Manuel Vaidoso. Casou com Maria Júlia Carrajola dos Santos, professora, nascida em 1939. Sobrinho do guarda-redes de Andebol do Vitória de Setúbal dos anos 60/70. Foi pai do renomado técnico José Mourinho e tio paterno do Secretário de Estado Ricardo Mourinho Félix.